# Potte
Potte é uma comuna francesa na região administrativa de Altos da França, no departamento de Somme. Estende-se por uma área de 3,27 km². Em 2010 a comuna tinha 111 habitantes (densidade: 33,9 hab./km²).